# Cvilin (Republika Serbska)
Cvilin (cyr. Цвилин) – wieś w Bośni i Hercegowinie, w Republice Serbskiej, w gminie Foča. W 2013 roku liczyła 30 mieszkańców.